# Tempel van Faunus
De Tempel van Faunus (Latijn:Aedes Fauni) was een tempel in het oude Rome.
De tempel stond op de westelijke punt van het Tibereiland en was gewijd aan Faunus. Dit was een oude Latijnse god, die als beschermer van het vee en de akkers werd vereerd. De tempel werd op 13 februari 194 v.Chr. ingewijd. Dit was twee dagen voor het Lupercalia-festival, waar Faunus werd vereerd.
De Tempel van Faunus werd gebouwd in opdracht van de aediles plebis Gnaius Domitius Ahenobarbus en C. Scribonius Libo. Zij financierden het gebouw met geld afkomstig van boetes die waren opgelegd aan drie frauderende pecuarii. Dit waren zelfstandige boeren, die hun kuddes tegen betaling op staatsgronden lieten grazen.
Het is niet bekend waarom deze tempel op het Tibereiland werd gebouwd, er was eerder een beeld van de god in de Lupercal-grot bij de Palatijn. De architect Vitruvius beschrijft de tempel als een prostylon, met een voorportaal in hexastyl. Er zijn geen restanten van het gebouw bekend.